# Krzysztof Kozłowski
Krzysztof Jan Kozłowski (ur. 18 sierpnia 1931 w Przybysławicach, zm. 26 marca 2013 w Krakowie) – polski dziennikarz, filozof, minister spraw wewnętrznych i szef Urzędu Ochrony Państwa, senator I, II, III i IV kadencji.

## Życiorys

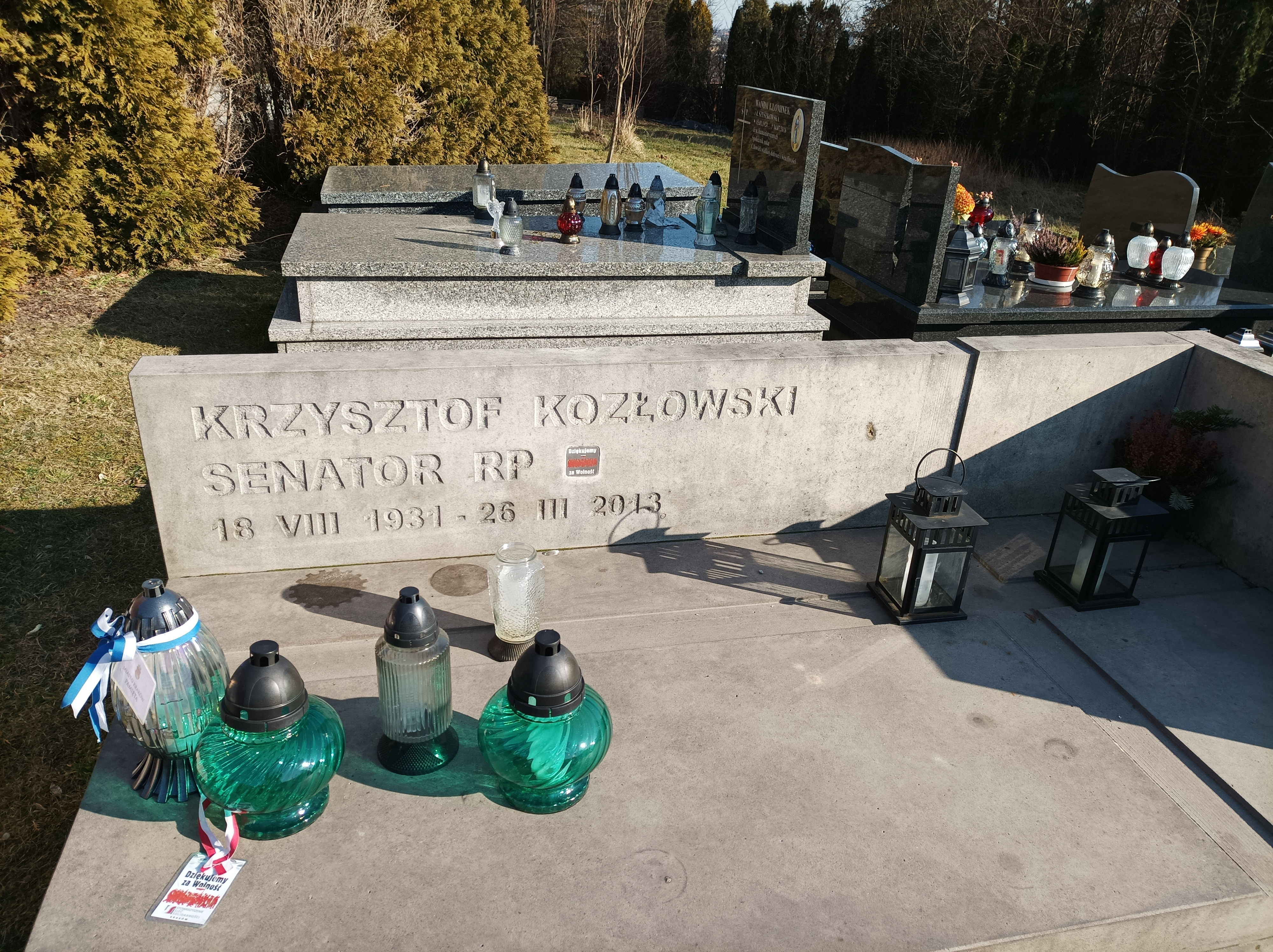
Grób Krzysztofa Kozłowskiego na cmentarzu Salwatorskim

Absolwent I Liceum Ogólnokształcącego im. Bartłomieja Nowodworskiego w Krakowie. Od 1950 do 1956 studiował filozofię na Katolickim Uniwersytecie Lubelskim. Był wykładowcą nauk politycznych na KUL, obronił doktorat w zakresie filozofii. Związany ze środowiskiem „Tygodnika Powszechnego”, od 1965 do 2007 pełnił funkcję zastępcy redaktora naczelnego, a także prezesa Fundacji „Tygodnika Powszechnego” (zrezygnował po zmianach personalno-redakcyjnych w piśmie na początku 2008).
Podczas wydarzeń sierpniowych w 1980 przyłączył się do skierowanego do władz komunistycznych apelu 64 naukowców, literatów i publicystów o podjęcie dialogu ze strajkującymi robotnikami. Był doradcą Komisji Robotniczej Hutników w Nowej Hucie i ekspertem Niezależnego Samorządnego Związku Zawodowego „Solidarność”. Uczestniczył w negocjacjach Okrągłego Stołu. Wchodził w skład zespołu ds. reform politycznych i podzespole ds. środków masowego przekazu. W rządzie Tadeusza Mazowieckiego został podsekretarzem stanu, a w lipcu 1990 ministrem spraw wewnętrznych (urząd ten sprawował do stycznia 1991). Zajmował stanowiska przewodniczącego komisji weryfikującej funkcjonariuszy Służby Bezpieczeństwa, a później pierwszego szefa Urzędu Ochrony Państwa (od 11 maja do 31 lipca 1990).
W latach 1989–2001 sprawował mandat senatora I kadencji z ramienia Komitetu Obywatelskiego, II i III kadencji z listy Unii Demokratycznej oraz I kadencji z listy Unii Wolności. W Senacie reprezentował województwo krakowskie. W 2001 bez powodzenia ubiegał się o reelekcję z ramienia Bloku Senat 2001, po czym zrezygnował z bieżącej działalności politycznej. W 2008 wszedł w skład nowo powołanej rady konsultacyjnej przy Agencji Bezpieczeństwa Wewnętrznego.
Był autorem opracowania pt. Drogi do niepodległości (Społeczny Instytut Wydawniczy „Znak”, Kraków 1979, seria Teksty z „Tygodnika Powszechnego”) – wyboru artykułów historyczno-politycznych zamieszczonych w „Tygodniku Powszechnym” w przeciągu 33 lat, autorstwa m.in. Stefana Kieniewicza, Andrzeja Micewskiego, Henryka Wereszyckiego i Stanisława Kutrzeby. W 1991 ukazała się książka Gliniarz z „Tygodnika”. Rozmowy z byłym ministrem spraw wewnętrznych Krzysztofem Kozłowskim, autorstwa Witolda Beresia i Krzysztofa Burnetki (Oficyna Wydawnicza BGW 1991, ISBN 83-70-6616-6-1). W 2009 wydano książkę Historia z konsekwencjami – wywiad rzekę, opracowany przez Michała Komara (Świat Książki, ISBN 978-83-247-1323-3). Rozmowę m.in. z nim, poświęconą Jerzemu Turowiczowi i „Tygodnikowi Powszechnemu”, opublikowała w 2012 Joanna Podsadecka.
Zmarł 26 marca 2013 w Szpitalu Uniwersyteckim w Krakowie. Został pochowany 5 kwietnia na cmentarzu Salwatorskim w Krakowie (sektor Gamma/1/1). W tym samym roku na dziedzińcu przed gmachem Ministerstwa Spraw Wewnętrznych w Warszawie odsłonięto jego popiersie.

## Życie prywatne
Wnuk Stanisława Postępskiego i Stefana Kozłowskiego, syn Tomasza Kozłowskiego i Jadwigi z domu Postępskiej, brat Stefana Kozłowskiego.
Był żonaty z Alicją, miał córkę.

## Odznaczenia i wyróżnienia
- Krzyż Wielki Orderu Odrodzenia Polski – 2011[16]
- Krzyż Wolności i Solidarności (pośmiertnie) – 2015[17]
- Odznaka Honorowa imienia gen. Stefana Roweckiego „Grota” – 2011
- Honorowy członek Stowarzyszenia Siemacha[18]